# لابراتوار دندانسازی

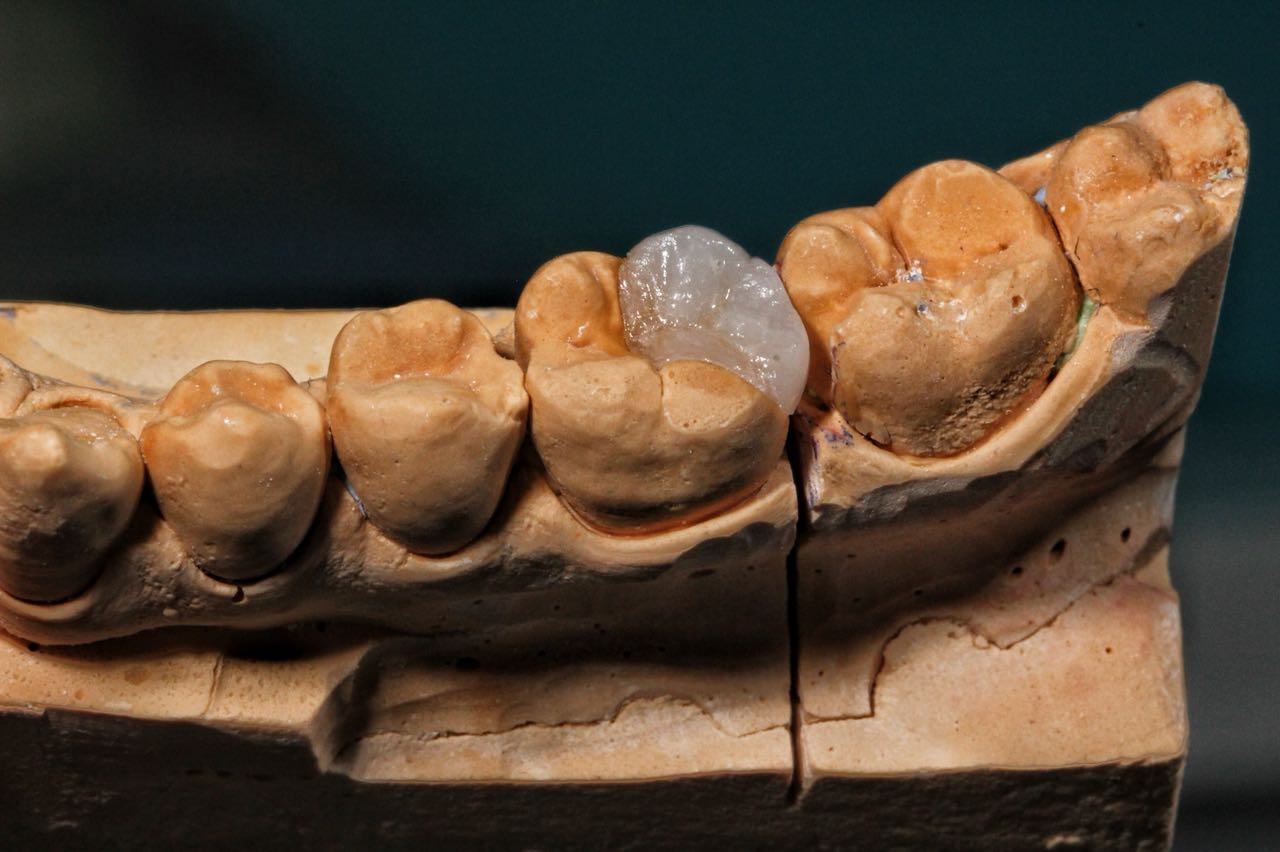
آزمایشگاه دندانسازی یا لابراتوار ساخت پروتزهای دندان جایی است که انواع پروتزهای دندانی ویژه هر بیمار به سفارش دندان پزشکان ساخته می‌شود.

آزمایشگاه دندانسازی یا لابراتوار ساخت پروتزهای دندانی، جایی است که انواع پروتزهای دندانی ویژهٔ هر بیمار به سفارش دندان‌پزشکان یا دندان‌سازان ساخته می‌شود. دانش آموختگان این رشته در زمینه ی ساخت  روکش، دندان مصنوعی، ایمپلنت، پروتز پارسیل، دستگاه های ماکزیلوفیشیال، انواع دستگاه های ثابت و متحرک ارتودنسی، اصلاح ناهنجاری های فکی، پروتز چشم، آنتی اسنور یا اورال اپلاینس های دهانی برای خروپف، فضا نگهدار برای اطفال و … فعالیت می کنند. تکنیسین‌های دندانسازی، با توجه به درخواست دندان‌پزشک مبنی بر چگونگی ساخت، اقدام به ساختِ انواع پروتزها می‌کنند. این تولیدات، هم شامل قطعات دندان‌مانند و هم شامل قطعات درمانی مثل ارتودنسی می‌شود. در واقع، دندانساز ها که در لابراتوارهای دندانسازی فعالیت دارند، یک عضو از تیم دندان‌پزشکی محسوب می‌شوند که با همکاری یکدیگر به بازسازی دندان‌های ازدست‌رفته یا اصلاح دندان‌های آسیب‌دیده می‌پردازند.
دندان‌پزشک، قالب را پس از ضدعفونی به لابراتوار ارسال و دندانساز، با توجه به طرح درمانِ مربوط، اقدام به ساختِ پروتز موردنظر می‌کند؛ در این میان، ممکن است چند بار کار توسط دندان‌پزشکِ مربوط بررسی و چک شود تا کاملاً مناسب با شرایط دهانیِ بیمار باشد؛ پس از آن، کار نهایی برای دندان‌پزشک ارسال و توسط دندان‌پزشک به بیمار تحویل داده خواهد شد.

## تأسیس لابراتوار دندانسازی در ایران
تأسیس لابراتوار در ایران منوط به داشتن مدرک کاردانی یا کارشناسی (۱۳۴ واحد) در رشتهٔ «ساخت پروتزهای دندانی» است. در این دوره‌های دوساله یا چهارساله، دانشجویان واحدهای مربوط به آناتومی دندان‌ها، بهداشت و کنترل عفونت، آشنایی با مواد دندانی، چگونگی ساخت قطعات دندانی و درمانی (نظری و عملی)، تعدادی واحد برای آشنایی با کسب‌وکار، و نیز تعدادی دروس عمومی را می‌گذرانند و آمادهٔ ورود به بازار کار می‌شوند. از لحاظ قانونی، مجوز تأسیس «لابراتوار دندانسازی» فقط به دارندگان مدرک دانشگاهیِ پروتزهای دندانی اعطا می‌شود.

## بازار کار دندانسازی
در حال حاضر تعداد افراد بیکار فارغ‌التحصیل در این رشته بسیار کم است. همه فارغ التحصیلان این رشته پس از اخذ مدرک می‌توانند در لابراتوارهای دندانی مشغول به کار شوند ویا به صورت مستقل اقدام به تأسیس لابراتوار با مجوز وزارت بهداشت و درمان و آموزش پزشکی نمایند.